# Парфёнов, Александр Демидович
Александр Демидович Парфёнов — генерал-майор Генерального штаба.

## Биография
Родился в 1833 году.
Парфёнов получил образование в Михайловском артиллерийском училище, куда поступил фейерверкером в 1850 г. и окончил курс в 1852 года с производством 13 августа в прапорщики полевой артиллерии, а в 1854 г. был переведён в лейб-гвардии конную артиллерию.
В 1858 года Парфёнов поступил в Николаевскую академию Генерального штаба, где и окончил курс в 1860 года, а в 1862 года переведён был в Генеральный штаб в чине штабс-капитана. В следующем году он был назначен начальником отделения бывшего Инспекторского департамента, а в 1866 года, по слиянии этого департамента с Главным управлением Генерального штаба, Парфёнов получил новое назначение — начальником штаба 25-й пехотной дивизии, а потом — 28-й и 16-й пехотных дивизий.
Ознакомившись основательно со службой в штабах, полковник Парфёнов перешел в строй, получив в 1873 году в командование 2-й лейб-уланский Курляндский Его Величества полк, которым командовал до 1880 г., причём в этом году, 19 февраля, за отличное командование полком удостоен звания флигель-адъютанта. В том же году, 20 апреля, Парфёнов произведён был в генерал-майоры с назначением в Свиту его величества и получил в командование 1-ю бригаду 11-й кавалерийской дивизии, а в 1886 г. назначен командиром 1-й бригады 4-й кавалерийской дивизии.
В начале 1889 года Парфёнов тяжело заболел и умер 29 сентября 1889 года
Среди прочих наград Парфёнов имел ордена св. Анны 2-й степени (1871 г.), св. Владимира 3-й степени (1878 г.), св. Станислава 1-й степени (1883 г.) и св. Анны 1-й степени.